# Ядрени модели
Ядрени модели – опростени картини за строежа на атомното ядро, допускат просто математическо решение и възпроизвеждат основните свойства на атомните ядра. Най-разпространени са:
- капковиден – основава се на аналогията между ядреното вещество и капка течност;
- слоест – почива на допускането, че нуклеоните в ядрото са подредени в отделни слоеве;
- обобщен – разглежда и колективните движения на ядрото (ротации и вибрации);
- оптически – за обяснение на ярдените реакции и др.